# Nunataki Kroshki
Die Nunataki Kroshki (englische Transkription von russisch Нунатаки Крошки Nunataki Kroschki, deutsch ‚Krümel-Nunatakker‘) sind eine Gruppe kleiner Nunatakker in den Framnes Mountains im ostantarktischen Mac-Robertson-Land. Sie ragen südlich bis südöstlich des McNair-Nunataks in der Central Masson Range auf. 
Russische Wissenschaftler benannten sie deskriptiv.